# Jorge Pérez (cyclisme)
Pour les articles homonymes, voir Jorge Pérez.
Pérez  Peña est un nom espagnol. Le premier nom de famille, en général paternel, est Pérez ; le second, en général maternel, souvent omis, est Peña.
Jorge Luis Pérez Peña (né le 24 août 1985) est un coureur cycliste dominicain.

## Palmarès sur route

### Par années
- 2006
  - 5ea et 6e étapes de la Vuelta a la Independencia Nacional
  - Copa Cero de Oro :
    - Classement général
    - 1re étape

  - 3e de la Vuelta a la Independencia Nacional
- 2007
  - Vuelta al Valle del Cibao :
    - Classement général
    - 1re et 5e étapes
- 2008
  - 8ea étape de la Vuelta a la Independencia Nacional

### Classements mondiaux
| Année            | 2005 | 2006 | 2007 | 2008 | 2009 | 2010 |
| ---------------- | ---- | ---- | ---- | ---- | ---- | ---- |
| UCI America Tour |      |      | 296e | 254e |      | 348e |
| UCI Europe Tour  | 940e |      |      |      |      |      |

## Palmarès sur piste

### Championnats panaméricains
- Valencia 2007
  -  Médaille de bronze de la poursuite par équipes
  -  Médaille de bronze de l'omnium[5]
- Aguascalientes 2010
  - Quatrième de l'omnium[6]
- Medellín 2011
  - 4e de l'omnium[7].
  - 6e de la poursuite par équipes (avec Augusto Sánchez, Wilmi Gil Santana et Rafael Merán)[8].
  - 10e de la vitesse par équipes[8].
- Aguascalientes 2014
  - 10e de la poursuite par équipes (avec Rafael Merán, Augusto Sánchez et Norlandy Tavera)[9]
  - 14e de l'omnium[10]

### Jeux d'Amérique centrale et des Caraïbes
- Carthagène des Indes 2006
  -  Médaillé d'or de la course à l'américaine[11].
  -  Médaillé de bronze de la poursuite par équipes[12].
- Mayagüez 2010
  -  Médaillé d'argent de l'omnium